# Скверчиньская, Ирена
Ирена Скверчиньская (пол. Irena Skwierczyńska; 1897—1984) — польская актриса театра и кино.

## Биография
Ирена Скверчиньская родилась 26 апреля 1897 года в Варшаве. Дебютировала в театре в 1915 году. Актриса театров в Варшаве и Люблине. Умерла 15 мая 1984 года.

## Фильмография
- 1933 — Ромео и Юлечка / Romeo i Julcia
- 1933 — Прокурор Алиция Горн / Prokurator Alicja Horn
- 1933 — Его превосходительство субъект / Jego ekscelencja subiekt
- 1934 — Обеты уланские / Śluby ułańskie
- 1935 — Вацусь / Wacuś
- 1935 — Не было у бабы печали / Nie miała baba kłopotu
- 1936 — Страшный двор / Straszny dwór
- 1936 — Пан Твардовский / Pan Twardowski
- 1936 — Фред осчастливит мир / Fredek uszczęśliwia świat
- 1936 — Будет лучше / Będzie lepiej
- 1936 — 30 каратов счастья / 30 karatów szczęścia
- 1937 — Три повесы / Trójka hultajska
- 1937 — Недотёпа / Niedorajda
- 1937 — Ты, что в Острой светишь Браме... / Ty, co w Ostrej świecisz Bramie
- 1938 — Костюшко под Рацлавицами / Kościuszko pod Racławicami
- 1938 — Королева предместья / Królowa przedmieścia
- 1938 — Счастливое тринадцатое / Szczęśliwa trzynastka
- 1938 — Вереск / Wrzos
- 1938 — Павел и Гавел / Paweł i Gaweł
- 1938 — Рена / Rena (Sprawa 777)
- 1939 — Доктор Мурек / Doktór Murek
- 1939 — Бродяги / Włóczęgi
- 1939 — В конце пути / U kresu drogi
- 1955 — Ирена, домой! / Irena do domu!
- 1959 — Кафе «Минога» / Cafe pod Minogą
- 1970 — Березняк / Brzezina
- 1971 — Автомобильчик и тамплиеры / Samochodzik i templariusze
- 1971 — Не люблю понедельник / Nie lubię poniedziałku
- 1971 — Роль / Die Rolle (ФРГ / Польша)
- 1975 — Моя война, моя любовь / Moja wojna, moja miłość